# Немет, Михаил
Михаил Не́мет (пол. Michał Németh; род. 1980, Вроцлав) — польский востоковед, лингвист, унгарист и тюрколог, профессор Ягеллонского университета в Кракове. Является автором научных трудов в области исторической лингвистики, специализируется на изучении караимского языка, на славяно-венгерско-тюркских языковых контактах и на истории венгерской лексики.
Окончил Ягелоннский университет в 2006 году по двум специальностям: турецкая филология и венгерская филология. В 2011 году защитил докторскую диссертацию. С 2012 по 2019 год был руководителем двух исследовательских проектов, финансируемых Национальным научным центром Польши. С 2019 года руководит грантом Европейского Совета по научным исследованиям под названием «Реконструкция Библии. Новый подход к неотредактированным библейским рукописям, как источник по ранней истории караимского языка».
Входит в редакционный совет журнала Almanach Karaimski.

## Семья
Правнук караимского писателя и общественного деятеля Сергея Рудковского. 
- Дед — Назим Рудковский (1929, Луцк — 2015, Вроцлав)[4].
- Бабушка — Амалия Рудковская (1930, Луцк — 2014, Вроцлав), дочь Эммануила и Сабины (урожд. Абрагамович) Новицких. Её сестра Анна стала женой тюрколога Александра Дубинского[5].
- Мать — Анна Немет (урождённая Рудковская; 1954, Вроцлав — 2021, Дьёр)[6].
- Жена — Моника Шуминская-Немет. Сыновья Эдгар (род. 2014, Краков) и Альберт (род. 2015, Краков)[7][4].

## Основные публикации
- Michał Németh: Zapożyczenia węgierskie w gwarze orawskiej i drogi ich przenikania. Kraków: Księgarnia Akademicka, 2008. ISBN 978-83-7188-134-3.
- Michał Németh: Unknown Lutsk Karaim letters in Hebrew script (19th–20th centuries). A critical edition. Kraków: Wydawnictwo Uniwersytetu Jagiellońskiego, 2011, seria: Studia Turcologica Cracoviensia, 12. ISBN 978-83-233-3216-9.
- Michał Németh: Zwięzła gramatyka języka zachodniokaraimskiego z ćwiczeniami. Poznań: Katedra Studiów Azjatyckich, Uniwersytet im. Adama Mickiewicza, 2011, seria: Prace Karaimoznawcze, 1. ISBN 978-83-927990-3-0.
- Michał Németh: Middle Western Karaim. A critical edition and linguistic analysis of the pre-19th-century Karaim interpretations of Hebrew «piyyutim». Leiden, Boston: Brill, 2020, seria: Languages of Asia, 22. ISBN 978-90-04-41422-8.
- Michał Németh: The Western Karaim Torah. A Critical Edition of a Manuscript from 1720. Leiden, Boston: Brill, 2021, seria: Languages of Asia, 24. ISBN 978-90-04-44737-0.